# Maurice Rouvier
Maurice Rouvier   (Aix-en-Provence,   1842. április 17. – Neuilly-sur-Seine, 1911. június 7.) francia politikus,  újságíró, üzletember. A Harmadik Köztársaság 21. és 38. miniszterelnöke.

## Pályafutása
Kereskedői képesítést szerzett, és egészen fiatalon került a Zarifi és Zafiropoulos marseille-i görög kereskedőházba, amely Oroszországgal és Levantéval bonyolított export–import üzleteket. Gabonaspekulációval, gabonaőrlők és tésztagyárak építésével, később banki tranzakciókkal is foglalkozott.
A vesztes háború után Rouvier a köztársaság híve lett. Republikánus képviselő ismerőse elhívta a marseille-i prefektúrára, ahol főtitkár lett. 1871-ben Bouches-du-Rhône nemzetgyűlési képviselőjévé választották, és csatlakozott a Léon Gambetta köré tömörült újságírókhoz a La République française szerkesztőségében. 1875-ben Adolphe Thiers-t támogatva a harmadik köztársaság alkotmányára szavazott. 1876-ban előterjesztésében részleges amnesztiát kért a Párizsi Kommün résztvevői számára. Az állam és az egyház szétválasztását is javasolta.
1881. november 14-én Gambetta kormányában kereskedelmi és gyarmatügyi miniszter. Az üzleti kapcsolatain keresztül megismerkedett Jacques de Reinach francia bankárral. 1884. október 14. és 1885. március 30. között kereskedelmi miniszter Jules Ferry kormányában. Bouches-du-Rhône-ban nem sikerült megválasztatnia magát, de az Alpes-Maritimes megyében bizalmat szavaztak Rouvier-nek.
1887-ben kormányalakításra kérte fel Jules Grévy köztársasági elnök, s egyben a pénzügyek, valamint a posta- és távirda is hozzá tartoztak. A kormány elleni boulangista kampánnyal szemben keményen fellépett. Októberben került nyilvánosságra, hogy Grévy elnök veje, Daniel Wilson képviselő pénzért árusított kitüntetéseket üzletembereknek, (a Francia Becsületrendet 25 000 frankért lehetett megvásárolni, ez kb. 300 000 eurónak felelt meg 2010-ben).  Rouvier védeni próbálta Wilsont, de végül benyújtotta lemondását Marie François Sadi Carnot köztársasági elnöknek.
1889 februárjában Pierre Tirard kormányában pénzügyminiszter, és 1892 végéig megtartotta posztját. A Panama-csatorna körül kialakult botránnyal kapcsolatban megvádolták, de 1893. február 7-én felmentették a korrupciógyanú alól, és újra Grasse képviselőjévé választották.
1902. június 7. és 1905. június 17. között Emile Combes kormányában pénzügyminiszter. 1903-ban a szenátus tagja lett. 1905 január 24-től 1906. március 14-ig között két kormányt is irányított. A német nyomásnak engedve lemondatta Théophile Delcassét 1905-ben az első marokkói válság idején.
1906. március 6-án megbuktatták kormányát az egyház javainak leltárával kapcsolatos botrány miatt. Az opportunista Rouvier a harmadik köztársaság legkorruptabb republikánus politikusa volt, számos botránnyal hozták kapcsolatba nevét.

## Kapcsolódó szócikk
- Franciaország miniszterelnökeinek listája

| Elődje: René Goblet | Franciaország kormányfője 1887. május 30. – 1887. december 4. | Utódja: Pierre Tirard |

| Elődje: Émile Combes | Franciaország kormányfője 1905. január 24. – 1906. március 14. | Utódja: Ferdinand Sarrien |